# Стежару (Прахова)
Стежару (рум. Stejaru) насеље је у Румунији у округу Прахова у општини Брази. Oпштина се налази на надморској висини од 145 m.

## Становништво
Према подацима из 2002. године у насељу је живело 605 становника, од којих су сви румунске националности.